# .pl
.pl là tên miền quốc gia cấp cao nhất (ccTLD) của Ba Lan, quản lý bởi NASK, tổ chức nghiên cứu và phát triển của Ba Lan. Nó là một trong các thành viên sáng lập CENTR.

## Lịch sử
Tên miền .pl được tạo ra vào năm 1990, sau khi lệnh cấm vận COCOM được giảm bớt về mặt hợp tác công nghệ với các nước hậu cộng sản. Tên miền con đầu tiên của .pl là .pwr.pl, thuộc về Đại học Công nghệ Wrocław.
Vào năm 2003, tên miền quốc tế hóa được giới thiệu. Việc đăng ký tên miền có chứa các ký tự Latin, Hy Lạp, Kirin, Ả Rập, và Hebrew được cho phép.
NASK là Thành viên Khu vực  của ITU-T từ năm 2004 và đóng vai trò tích cực  Lưu trữ ngày 29 tháng 10 năm 2007 tại Wayback Machine trong Nhóm Nghiên cứu 17 nghiên cứu về InTeen miền quốc tế hóa (Internationalized Domain Names - IDN). Andrzej Bartosiewicz, Trưởng nhóm DNS ở NASK, là phát ngôn viên  cho câu hỏi số 16 dành cho IDN.

## Các tên miền cấp 2
Vài tên miền phổ biến gồm có:
- .com.pl, .biz.pl – Thương mại
- .net.pl – hạ tầng mạng
- .art.pl – nghệ thuật
- .edu.pl – giáo dục
- .org.pl, .ngo.pl – tổ chức
- .gov.pl – chính phủ
- .info.pl – thông tin
- .mil.pl – quân đội
- .waw.pl, .warszawa.pl – Warsaw
- .wroc.pl, .wroclaw.pl – Wrocław
- .krakow.pl – Kraków
- .katowice.pl - Katowice
- .poznan.pl – Poznań
- .lodz.pl – Łódź
- .gda.pl, .gdansk.pl – Gdańsk
- .slupsk.pl - Słupsk
- .szczecin.pl – Szczecin
- .lublin.pl – Lublin
- .bialystok.pl – Białystok
- .olsztyn.pl – Olsztyn
- .torun.pl – Toruń
- .zgora.pl – Zielona Góra

Nhiều người đăng ký thích tạo tên miền cấp 2 của riêng họ, trực tiếp dưới .pl — đến năm 2006, đã có trên 500.000 tên miền như vậy được đăng ký.